# Ла Мађоне (Пистоја)
Ла Мађоне је насеље у Италији у округу Пистоја, региону Тоскана.
Према процени из 2011. у насељу је живело 30 становника. Насеље се налази на надморској висини од 37 м.